# Râul Blăgești, Elan
Râul Blăgești este un curs de apă, afluent al râului Elan. 